# 佩奇赫沃斯季 (戈羅霍夫區)
50°29′58″N 24°37′19″E / 50.49944°N 24.62194°E
佩奇赫沃斯季（烏克蘭語：Печихвости），是烏克蘭的村落，位於該國西部沃倫州，由盧茨克區負責管轄，處於斯特里帕河畔，始建於1508年，面積17.99平方公里，海拔高度232米，2001年人口997。